# 戸塚文卿
戸塚 文卿（とづか ぶんけい、1892年〈明治25年〉2月11日 -  1939年〈昭和14年〉8月17日）は、日本のカトリック教会 司祭、医師、桜町病院創立者。洗礼名はヴィンセンシオ・ア・パウロ。

## 生涯
彼は海軍軍医総監・戸塚環海（とづか かんかい）の長男として神奈川県横須賀に生まれ、佐世保の高等小学校に入学していたが暁星中学校に編入、1909年、第一高等学校在学時にカトリック教会の洗礼を受ける。代父は暁星時代の先輩でのちにカトリック司祭になった岩下壮一。
1912年、東京帝国大学医学大学（現・東京大学医学部）に入学、医学を学び、卒業後、佐藤外科に入局。1921年、北海道帝国大学助教授に任命され、文部省（現・文部科学省）からヨーロッパ留学の命を受ける。パリのパストゥール研究所で学習中、ロンドンに行き修道院で修道女の姿に感銘し司祭になることを決心し、男女、聖職者、信徒の区別なきカトリック団体の設立を抱く 。
パリで神学、ラテン語等を習得し、1924年、サン・スルピス神学院で司祭叙階を受け帰国、1925年、カトリック精神に則った桜町病院の前身にあたる「聖ヨハネ汎愛医院」を品川に開院、司祭、医師として患者の診察にあたり、結核回復患者の施設を作り、のちに千葉県九十九里浜に移転させ「海上寮」にした。また医療、カトリック関連の書物を執筆、翻訳し、ルーマニアの貴族で司祭のウラジミール・ギカとは交友の関係を深めた。
1932年、医院を西小山に移転、1938年、カトリック新聞社社長に就任、小金井に病院建設の計画を立て資金集めに奔走、その最中、心臓発作に倒れ、病院着工したもの完成を見ること無く1939年8月17日、帰天。残された医院メンバーで病院を落成、その一人、岡村ふくは1944年、「福音史家聖ヨハネ布教修道会」を設立し病院運営にあたった。墓所は多磨霊園。
伯父に化学者で東京瓦斯社長も務めた高松豊吉がいる（従って現代のお笑い芸人/ジャーナリストのたかまつななは遠縁）。また母方の祖父に幕末・明治の英学者で翻訳家の渡部温、また渡部の義兄弟には八甲田雪中行軍遭難事件で遭難した陸軍少佐、山口鋠がいる。